# Herbert Kemmer
Herbert Kemmer (* 13. Mai 1905 in Berlin; † 10. Dezember 1962) war ein deutscher Hockeyspieler.
Schon 1928 nahm Kemmer an den olympischen Hockeywettkämpfen in Amsterdam teil. Dort gewann er nach zwei Einsätzen die Bronzemedaille mit dem deutschen Team, nachdem im Spiel um den dritten Platz Belgien mit 3:0 geschlagen worden war. Zuvor hatte Kemmer bereits beim Gruppenspiel gegen Frankreich mitgespielt, bei welchem die deutsche Mannschaft mit 2:0 gewonnen hatte.
Acht Jahre später ging Kemmer erneut gemeinsam mit der deutschen Hockeymannschaft bei Olympischen Spielen an den Start. Nach zwei Einsätzen, in der Vorrunde beim 4:1 gegen Afghanistan und im Halbfinale beim 3:0 gegen die Niederlande, stand er auch im Finale auf dem Platz, dort unterlag Deutschland dem Titelverteidiger Indien deutlich mit 1:8.
Kemmer war 1936 Spieler des Berliner Hockey Clubs und spielte gemeinsam mit vier anderen Spielern dieses Vereins bei den Olympischen Spielen. Insgesamt bestritt Kemmer 17 Länderspiele für Deutschland.